# Chef van het Militair Huis van de Koning (België)
De Chef van het Militair Huis van de Koning staat de vorst in België bij tijdens het invullen van zijn taak inzake Defensie.

## Functie
De Chef van het Militaire Huis van de Koning heeft de volgende taken:
- Hij informeert de Koning over de toestand, de ontwikkeling en de werking van het Belgisch en andere legers. Hij kadert ook de defensiepolitiek in de context van de buitenlandse politiek. De Koning wordt zodoende op de hoogte gehouden van de geopolitiek, de politiek en de werking van internationale organisaties, het personeel en middelen van de buitenlandse strijdkrachten en de veiligheids- en defensiestrategie.
- Hij organiseert de contacten van de vorst met de strijdkrachten. De Koning ontvangt zo de Belgische minister van Defensie en hoge Belgische en buitenlandse militaire autoriteiten.
- Hij adviseert de koning inzake wetenschappelijk onderzoek, energie en politiediensten en bereidt de taken voor in deze domeinen.
- Hij verzekert de betrekkingen en coördineert de activiteiten met patriottische en oudstrijdersverenigingen.
- De besluiten van het Ministerie van Defensie worden via het militair Huis voorgelegd, ter ondertekening, aan de Koning.
- Het Militair Huis is verantwoordelijk voor het informaticasysteem van het Koninklijk Paleis.

## Leiding en bijstand
Het Militair Huis van de Koning wordt geleid door een opper officier die wordt bijgestaan door een hoofdofficier, Adviseur bij het Militair Huis en Voorzitter van het Coördinatiecomité van de informatica in het paleis, van het technisch informaticapersoneel en van het administratief secretariaatspersoneel.
Tot het Militair huis behoren eveneens de Vleugeladjudanten en de Ordonnansofficieren van de Koning.

## Chefs van het Militair Huis van de Koning
- 1831-1850: luitenant-generaal graaf Constant d'Hane de Steenhuyse
- 1850-1856: luitenant-generaal baron Albert Prisse
- 1857-1875: luitenant-generaal Félix de Liem
- 1875-1892: luitenant-generaal baron Pierre Emmanuel Félix Chazal
- 1909-1930: luitenant-generaal Harry Jungbluth
- 1934-1949: luitenant-generaal Auguste Tilkens (koning Leopold III)
- 1944-1946: generaal-majoor baron Baudouin de Maere d'Aertrycke (prins-regent Karel)
- 1946-1951: kolonel Jean Van Nérom (prins-regent Karel)
- 1955-1965: luitenant-generaal Raymond Dinjaert
- 1966-1969: luitenant-generaal Paul Boussemaere
- 1969-1982: luitenant-generaal Albert Blondiau
- 1982-1988: luitenant-generaal José Charlier
- 1988-2005: generaal Guy Mertens
- 2005-2016: generaal Joseph Van den Put
- 2016-2024: generaal Thierry Vandeveld
- 2024-heden: generaal-majoor Guido Hart